# Eviota
Az Eviota a csontos halak (Osteichthyes) főosztályának a sugarasúszójú halak (Actinopterygii) osztályába, ezen belül a sügéralakúak (Perciformes) rendjébe, a gébfélék (Gobiidae) családjába és a Gobiinae alcsaládjába tartozó nem.

## Rendszerezés
A nembe az alábbi 91 faj tartozik:
- Eviota abax (Jordan & Snyder, 1901)
- Eviota afelei Jordan & Seale, 1906
- Eviota albolineata Jewett & Lachner, 1983
- Eviota algida Greenfield & Algida, 2014
- Eviota ancora Greenfield & Suzuki, 2011
- Eviota aquila Greenfield & Jewett, 2014
- Eviota atriventris Greenfield & Suzuki, 2012
- Eviota bifasciata Lachner & Karnella, 1980
- Eviota bimaculata Lachner & Karnella, 1980
- Eviota brahmi Greenfield & Tornabene, 2014
- Eviota cometa Jewett & Lachner, 1983
- Eviota deminuta Tornabene, Ahmadia & Williams, 2013
- Eviota disrupta Karnella & Lachner, 1981
- Eviota distigma Jordan & Seale, 1906
- Eviota dorsimaculata Tornabene, Ahmadia & Williams, 2013
- Eviota dorsogilva Greenfield & Randall, 2011
- Eviota dorsopurpurea Greenfield & Randall, 2011
- Eviota epiphanes Jenkins, 1903 - típusfaj
- Eviota epistigmata Greenfield & Jewett, 2014
- Eviota fallax Greenfield & Allen, 2012
- Eviota fasciola Karnella & Lachner, 1981
- Eviota flebilis Greenfield, Suzuki & Shibukawa, 2014
- Eviota geminata Greenfield & Bogorodsky, 2014
- Eviota guttata Lachner & Karnella, 1978
- Eviota herrei Jordan & Seale, 1906
- Eviota hinanoae Tornabene, Ahmadia & Williams, 2013
- Eviota hoesei Gill & Jewett, 2004
- Eviota indica Lachner & Karnella, 1980
- Eviota infulata (Smith, 1957)
- Eviota inutilis Whitley, 1943
- Eviota irrasa Karnella & Lachner, 1981
- Eviota japonica Jewett & Lachner, 1983
- Eviota jewettae Greenfield & Winterbottom, 2012
- Eviota karaspila Greenfield & Randall, 2010
- Eviota kermadecensis Hoese & Stewart, 2012
- Eviota korechika Shibukawa & Suzuki, 2005
- Eviota lachdeberei Giltay, 1933
- Eviota lacrimae Sunobe, 1988
- Eviota lacrimosa Tornabene, Ahmadia & Williams, 2013
- Eviota latifasciata Jewett & Lachner, 1983
- Eviota masudai Matsuura & Senou, 2006
- Eviota melasma Lachner & Karnella, 1980
- Eviota mikiae Allen, 2001
- Eviota minuta Greenfield & Jewett, 2014
- Eviota monostigma Fourmanoir, 1971
- Eviota natalis Allen, 2007
- Eviota nebulosa Smith, 1958
- Eviota nigramembrana Greenfield & Suzuki, 2013
- Eviota nigripinna Lachner & Karnella, 1980
- Eviota nigrispina Greenfield & Suzuki, 2010
- Eviota nigriventris Giltay, 1933
- Eviota notata Greenfield & Jewett, 2012
- Eviota occasa Greenfield, Winterbottom & Suzuki, 2014
- Eviota ocellifer Shibukawa & Suzuki, 2005
- Eviota oculopiperita Greenfield & Bogorodsky, 2014
- Eviota pamae Allen, Brooks & Erdmann, 2013
- Eviota pardalota Lachner & Karnella, 1978
- Eviota partimacula Randall, 2008
- Eviota pellucida Larson, 1976
- Eviota pinocchioi Greenfield & Winterbottom, 2012
- Eviota piperata Greenfield & Winterbottom, 2014
- Eviota prasina (Klunzinger, 1871)
- Eviota prasites Jordan & Seale, 1906
- Eviota pseudostigma Lachner & Karnella, 1980
- Eviota punctulata Jewett & Lachner, 1983
- Eviota raja Allen, 2001
- Eviota randalli Greenfield, 2009
- Eviota readerae Gill & Jewett, 2004
- Eviota rubriceps Greenfield & Jewett, 2011
- Eviota rubriguttata Greenfield & Suzuki, 2011
- Eviota rubrisparsa Greenfield & Randall, 2010
- Eviota saipanensis Fowler, 1945
- Eviota santanai Greenfield & Erdmann, 2013
- Eviota sebreei Jordan & Seale, 1906
- Eviota shimadai Greenfield & Randall, 2010
- Eviota sigillata Jewett & Lachner, 1983
- Eviota smaragdus Jordan & Seale, 1906
- Eviota sparsa Jewett & Lachner, 1983
- Eviota specca Greenfield, Suzuki & Shibukawa, 2014
- Eviota spilota Lachner & Karnella, 1980
- Eviota springeri Greenfield & Jewett, 2012
- Eviota storthynx (Rofen, 1959)
- Eviota susanae Greenfield & Randall, 1999
- Eviota tetha Greenfield & Erdmann, 2014
- Eviota tigrina Greenfield & Randall, 2008
- Eviota toshiyuki Greenfield & Randall, 2010
- Eviota variola Lachner & Karnella, 1980
- Eviota zebrina Lachner & Karnella, 1978
- Eviota zonura Jordan & Seale, 1906
- Eviota queenslandica Whitley, 1932
- Eviota winterbottomi Greenfield & Randall, 2010